# Wickerhamomyces queroliae
Wickerhamomyces queroliae är en svampart som beskrevs av Rosa, Morais, Lachance & Pimenta 2009. Wickerhamomyces queroliae ingår i släktet Wickerhamomyces, ordningen Saccharomycetales, klassen Saccharomycetes, divisionen sporsäcksvampar och riket svampar.   Inga underarter finns listade i Catalogue of Life.